# Бур-ле-Валанс (кантон)
Кантон Бур-ле-Валанс (фр. Bourg-lès-Valence) —  упразднённый в 2015 году кантон департамента Дром, региона Овернь — Рона — Альпы, Франция.  Кантон имел INSEE код 2632. Полностью входил в округ Валанс. Согласно переписи 2012 года население составляло 25 051 человек.
По закону от 17 мая 2013 и декрету от 14 февраля 2014 года количество кантонов в департаменте Дром уменьшилось с 36 до 19. Новое территориальное деление департаментов на кантоны вступило в силу во время выборов 2015 года. В ходе реформы кантон Бур-ле-Валанс был расформирован, коммуны Бур-ле-Валанс и Сен-Марсель-ле-Валанс вошли в состав кантона Валанс-1.

## Коммуны
Кантон Бур-ле-Валанс включал две коммуны:
- Бур-ле-Валанс (административный центр)
- Сен-Марсель-ле-Валанс